# CPA3
CPA3 (англ. Carboxypeptidase A3) – білок, який кодується однойменним геном, розташованим у людей на короткому плечі 3-ї хромосоми.  Довжина поліпептидного ланцюга білка становить 417 амінокислот, а молекулярна маса — 48 670.
| 10         |  | 20         |  | 30         |  | 40         |  | 50         |
| ---------- |  | ---------- |  | ---------- |  | ---------- |  | ---------- |
| MRLILPVGLI |  | ATTLAIAPVR |  | FDREKVFRVK |  | PQDEKQADII |  | KDLAKTNELD |
| FWYPGATHHV |  | AANMMVDFRV |  | SEKESQAIQS |  | ALDQNKMHYE |  | ILIHDLQEEI |
| EKQFDVKEDI |  | PGRHSYAKYN |  | NWEKIVAWTE |  | KMMDKYPEMV |  | SRIKIGSTVE |
| DNPLYVLKIG |  | EKNERRKAIF |  | TDCGIHAREW |  | VSPAFCQWFV |  | YQATKTYGRN |
| KIMTKLLDRM |  | NFYILPVFNV |  | DGYIWSWTKN |  | RMWRKNRSKN |  | QNSKCIGTDL |
| NRNFNASWNS |  | IPNTNDPCAD |  | NYRGSAPESE |  | KETKAVTNFI |  | RSHLNEIKVY |
| ITFHSYSQML |  | LFPYGYTSKL |  | PPNHEDLAKV |  | AKIGTDVLST |  | RYETRYIYGP |
| IESTIYPISG |  | SSLDWAYDLG |  | IKHTFAFELR |  | DKGKFGFLLP |  | ESRIKPTCRE |
| TMLAVKFIAK |  | YILKHTS    |  |            |  |            |  |            |

A: Аланін

C: Цистеїн

D: Аспарагінова кислота

E: Глутамінова кислота

F: Фенілаланін

G: Гліцин

H: Гістидин

I: Ізолейцин

K: Лізин

L: Лейцин

M: Метіонін

N: Аспарагін

P: Пролін

Q: Глутамін

R: Аргінін

S: Серин

T: Треонін

V: Валін

W: Триптофан

Кодований геном білок за функціями належить до гідролаз, протеаз, металопротеаз, карбоксипептидаз. 
Задіяний у такому біологічному процесі як поліморфізм. 
Білок має сайт для зв'язування з іонами металів, іоном цинку. 
Локалізований у цитоплазматичних везикулах.